# Aiga Grabuste
Aiga Grabuste (Rēzekne, 24 marzo 1988) è una multiplista lettone.

## Palmarès
| Anno | Manifestazione    | Sede      | Evento         | Risultato | Prestazione | Note                                     |
| ---- | ----------------- | --------- | -------------- | --------- | ----------- | ---------------------------------------- |
| 2008 | Mondiali juniores | Pechino   | Eptathlon      | 9ª        | 5443 p.     |                                          |
| 2007 | Europei juniores  | Hengelo   | Eptathlon      | Oro       | 5920 p.     |                                          |
| 2007 | Mondiali          | Osaka     | Eptathlon      | 17ª       | 6019 p.     | Miglior prestazione personale            |
| 2008 | Giochi olimpici   | Pechino   | Eptathlon      | 19ª       | 6050 p.     |                                          |
| 2009 | Europei under 23  | Kaunas    | Eptathlon      | Oro       | 6396 p.     | Record dei campionati                    |
| 2009 | Mondiali          | Berlino   | Eptathlon      | 12ª       | 6033 p.     |                                          |
| 2010 | Mondiali indoor   | Doha      | Pentathlon     | 8ª        | 4013 p.     |                                          |
| 2011 | Europei indoor    | Parigi    | Pentathlon     | 10ª       | 4342 p.     |                                          |
| 2011 | Mondiali          | Taegu     | Eptathlon      | 9ª        | 6229 p.     | Miglior prestazione personale stagionale |
| 2012 | Europei           | Helsinki  | Eptathlon      | Bronzo    | 6325 p.     |                                          |
| 2012 | Giochi olimpici   | Londra    | Eptathlon      | dnf       | dnf         |                                          |
| 2014 | Europei           | Zurigo    | Salto in lungo | 5ª        | 6,57 m      |                                          |
| 2015 | Europei indoor    | Praga     | Salto in lungo | 8ª        | 6,54 m      |                                          |
| 2015 | Mondiali          | Pechino   | Salto in lungo | 20ª (q)   | 6,48 m      |                                          |
| 2016 | Europei           | Amsterdam | Salto in lungo | nm (q)    | nm (q)      |                                          |